# Puka
För andra betydelser, se Puka (olika betydelser).
För pukan i västerländsk konstmusik, se timpani.

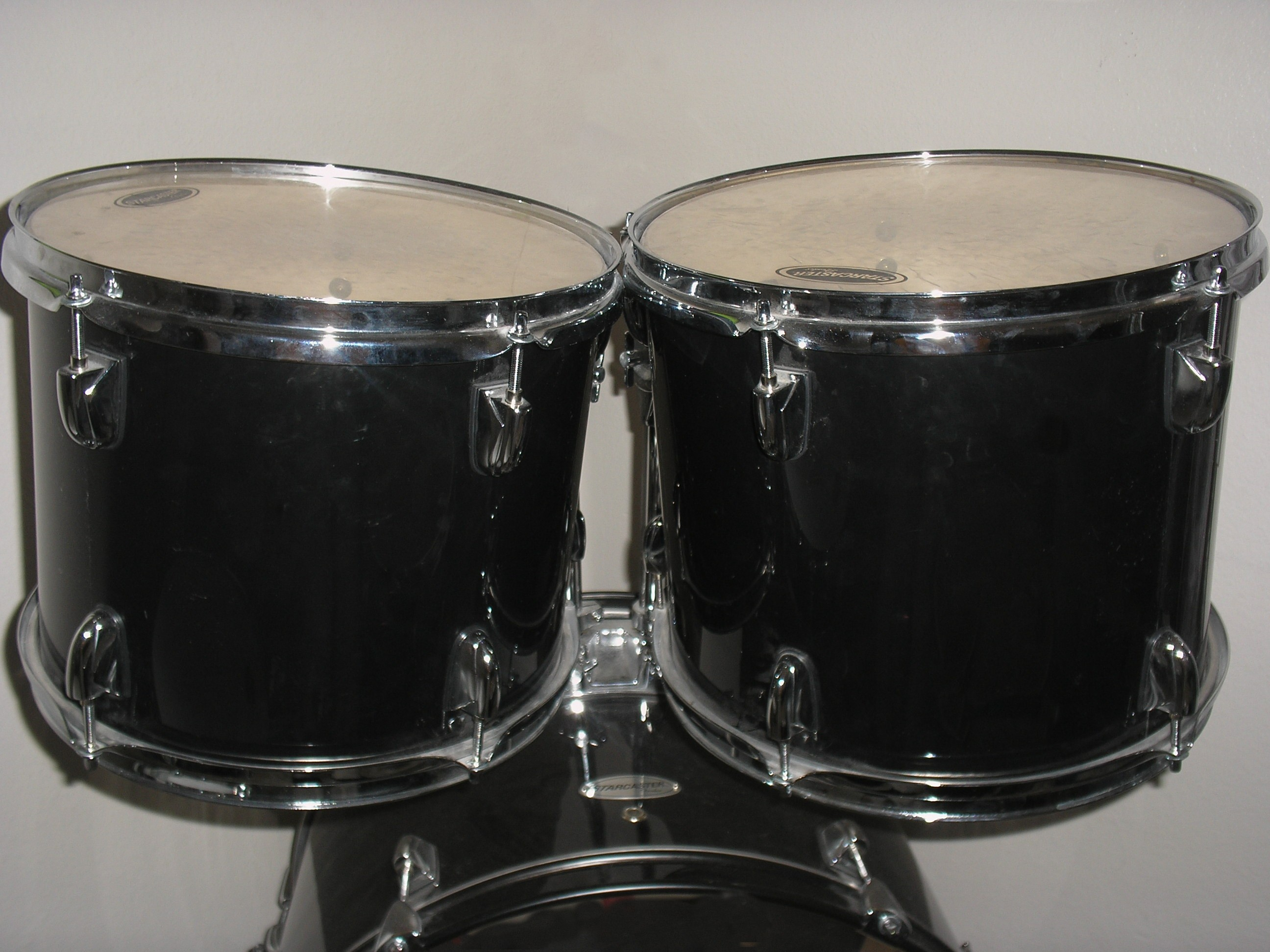
Tom-tom monterade på en bastrumma.

Ett standardtrumset. 1=Crash-cymbal, 2=Golvpuka, 3=Hängpukor, 4=Bastrumma, 5=Virveltrumma, 6=Hi-hat

En puka, eller tom-tom, är ett slagverksinstrument med bestämd tonhöjd. Pukan härstammar från Orienten och kom till Europa under 1100- och 1200-talen.
Det finns olika typer av pukor. Den ena varianten används i trumset, ofta under benämningen tom-tom. Den andra används i orkestrar, ofta benämnd som timpani (efter italienskans ord) eller orkesterpuka.
De pukor, golvpuka, stora hängpuka och lilla hängpuka, som används till trumset är cylindriska och har två skinn: slagskinn och underskinn. Både slagskinnet och underskinnet kan stämmas i olika tonhöjder och för ett rent ljud kan man exempelvis stämma underskinnet en kvart eller en kvint högre eller lägre än slagskinnet, men att pukorna är rent stämda eller ej är oftast oviktigt eftersom de inte är melodiinstrument – majoriteten trumslagare eftersträvar inte rena toner, utan snygga blurriga ljud, och de är upp till var och en att skapa genom stämning av skinnen och eventuell dämpning. Det ingår vanligtvis tre eller två pukor i ett typiskt trumset, standardstorlekar är diametrar på 10", 12" (hängpukorna) och 16" (golvpukan).
Eftersom puka är ett högst generellt ord för olika sorters trummor, föredrar en del trumslagare att använda det engelska ordet för trumsetpukor: tom eller tom-tom.